# Андреа Паладио
Андреа Паладио (право име Андреа ди Пјетро, итал. Andrea di Pietro, Andrea Palladio: 1508 — 1580) је био италијански позно-ренесансни архитекта и сценограф.
Каријеру је почео са 13 година као каменорезац. Ускоро је постао ученик у радионици мајстора Бартоломеа Каваце. Надимак и псеудоним Паладио дао му је војвода Ђорђо Трисино као ласкаву алузију на грчку богињу мудрости Палас Атину.
Андреа Паладио је био најзначајнији архитекта Млетачке републике на чијој територији је пројектовао многобројне виле, цркве и палате, а највише у и око Виченце. Године 1570, објавио је трактат „Четири књиге о архитектури“ (I quattro libri dell'architettura). Идеје које је изнео у овом делу, базиране на класично-римским узорима, доминирале су у европској архитектури у наредна три века и створиле правац паладијанизам. Паладијев стил је нарочито био популаран у Енглеској (Иниго Џоунс, Кристофер Рен), док су у САД Бела кућа у Вашингтону и имање Монтичело у Вирџинији најчувенији примери овог стила.
Град Вићенца, са 23 зграде које је дизајнирао Паладио, и 24 паладијанске виле у Венету су на листи Унеска као део светске баштине под називом Град Вићенца и паладијанске виле у Венету. Цркве Паладија се налазе у оквиру Унескове локације светске баштине „Венеција и њена лагуна“.

## Биографија
Паладио је рођен 30. новембра 1508. године у Падови и добио је име Андреа ди Пјетро дела Гондола. Његов отац, Пјетро, звани „дела Гондола”, био је воденичар. Од раног детињства, Андреа Паладио је уведен у рад на изградњи. Када је имао тринаест година, отац је уговорио да буде каменорезачки шегрт на период од шест година у радионици Бартоломеа Каваца да Сосана, познатог вајара, чији је пројекат укључивао олтар у Базилици дел Кармине у Падови. Сматра се да је Бартоломео Каваца наметнуо посебно тешке услове рада: Паладио је побегао из радионице у априлу 1523. и отишао у Вићенцу, али је био приморан да се врати да би испунио свој уговор. Године 1524, када је његов уговор био окончан, он се трајно преселио у Вићенцу, где је боравио већи део свог живота. Постао је помоћник истакнутог каменоресца и клесара, Ђованија ди Ђакома да Порлице у Педемуро Сан Бјађу, где се придружио еснафу клесара и зидара. Био је запослен као клесар на изради споменика и украсних скулптура.
Његова каријера била није изузетна све до 1538–39; када је напунио тридесет година, ангажовао га је хуманистички песник и научник Ђан Ђорђо Трисино да обнови његову резиденцију, вилу Трисино у Криколију. Трисино је био дубоко ангажован у проучавању античке римске архитектуре, посебно Витрувијевог дела, које је постало доступно у штампи 1486. године. Године 1540, Паладио је коначно добио формалну титулу архитекте. Године 1541, он је први пут отпутовао у Рим, у пратњи Трисина, да из прве руке види класичне споменике. Од јесени 1545. до првих месеци 1546. кренуо је на још једно, дуже путовање у Рим са Трисином, а затим на још једно путовање 1546–1547. Такође је посетио и проучавао римска дела у Тиволију, Палестрини и Албану.
Трисино је изложио Паладија историји и уметности Рима, што му је дало инспирацију за његове будуће грађевине. Године 1554, објавио је водиче за градске античке споменике и цркве. Трисино му је такође дао име по коме је постао познат, Паладио, алузија на грчку богињу мудрости Паладу Атину и на лик у Трисиновој драми. Реч паладио значи мудри.

## Дела
Типична паладијевска вила се састоји од централног блока на уздигнутом подијуму, до кога се долази широким степеништем, и нижих, помоћних крила са стране. Оне се не истичу скупим материјалима, већ монументалношћу и смиреним достојанством веома омиљеним међу аристократијом свога времена.
У Паладијева најзначајнија дела спада „Вила Алмерико-Капра“ код Вићенце, познатија као „Вила Ротонда“. План јој је квадратни и симетричан, док се у унутрашњости налази кружни салон надсвођен куполом. На све четири фасаде се налази колонада јонских стубова са тимпаноном на врху. Замишљена је као вила за одмор по староримском узору. Централна купола пречника 11 m, коју је Паладије пројектовао као полулопту, после његове смрти је реализована другачије, по узору на римски Пантеон.
Црква Сан Ђорђо Мађоре у Венецији је пример како је Паладио комбиновао архитектуру римских храмова са хришћанском тробродном базиликом са куполом. Овај проблем је решио користећи два тимпанона; први, ужи на монументалним стубовима на централном броду, и други, шири, нижи и делимично видљив, који покрива целу ширину фасаде цркве.
По угледу на театре старог Рима, Паладио је пројектовао своје последње дело, величанствени „Театро Олимпико“ у Вићенци.
Виле Андрее Паладија су под заштитом УНЕСКО, као један од споменика Светске баштине.

### Ране виле
- Једно од првих Паладијевих дела, вила Годи (започето 1537).[13][14]
- Дворана Муза Виле Годи (1537–1542)
- Вила Пиовене (1539)[15]
- Вила Писани Бањоло (1542)[16]

Његови рани радови укључују низ вила око Вићенце. На њих су понекад утицали радови његовог претходника, Ђулија Романа, и били су слични вили његовог заштитника Ђан Ђорђа Трисина у Криколију, за коју је изградио додатак пре свог првог путовања у Рим.
Најранија од његових вила генерално се сматра да је вила Годи (започета 1537). Овај дизајн је већ показао оригиналност Паладиове концепције. Централни блок је окружен са два крила. Централни блок је удубљен, а два крила су напреднија и истакнутија. Унутар централног блока, piano nobile или главни спрат излазио је на лођу са троструком аркадом, до које се долази централним степеништем. На полеђини зграде, заобљена галерија излази напоље у башту. Паладио је током година направио бројне измене и додатке, додајући раскошне фреске уоквирене класичним стубовима у Дворани муза Виле Годи 1550-их.
У својим раним радовима у Вићенци 1540-их, понекад је опонашао рад свог претходника Ђулија Романа, али је притом додао своје идеје и варијације. Пример је била палата Тиене у Вићенци, коју је Романо започео, али коју је Паладио завршио након Романове смрти. То је била његова прва изградња велике градске куће. Он је користио Романову идеју за прозоре уоквирене каменим корбо, мердевинама од камених блокова, али је Паладио тешкој фасади дао нову лакоћу и грациозност.
Паладију се приписује неколико других вила овог времена, укључујући вилу Пиовене (1539) и вилу Писани (1542). Од виле Писани остала је само централна структура првобитног плана. Лођу отварају три аркаде испод фриза, испод фронтона. Унутрашњост главне сале има бачвасти плафон који је раскошно украшен муралима митолошких тема.